# 1899年香港
|        | 香港歷史 \| 香港歷史年表                                                                                                   |
| 世紀： | 18世紀香港 \| 19世紀香港 \| 20世紀香港                                                                                     |
| 年代： | 1860年代香港 \| 1870年代香港 \| 1880年代香港 \| 1890年代香港 \| 1900年代香港 \| 1910年代香港 \| 1920年代香港               |
| 年份： | 1895年香港 \| 1896年香港 \| 1897年香港 \| 1898年香港 \| 1899年香港 \| 1900年香港 \| 1901年香港 \| 1902年香港 \| 1903年香港 |
| 紀年： | 己亥年（猪年）、香港開埠58周年                                                                                             |

## 大事記
- 2月9日：《保存宋王臺條例》頒佈[1]
- 3月：中英組成新界勘界委員會，開始新界勘界
- 3月19日：王存善與駱克簽訂《香港英新租界合同》。[2]
- 3月28日：《廣九鐵路合同》草稿簽訂，決定興建九廣鐵路[3]
- 4月8日：香港政府發出接管新界公告
- 4月10日：新界紳耆成立「太平公局」反抗英國接管新界
- 4月14日：新界六日戰開始
- 4月16日：英軍在大埔舉行升旗禮，宣佈正式接管新界
- 4月18日：英軍拆走吉慶圍鐵門
- 4月19日：新界六日戰結束
- 5月16日：英軍佔領九龍城寨
- 6月：皇仁書院創辦《黃龍報》[4]
- 8月2日：港督卜力於大埔墟與新界紳耆會面，解釋管治新界的原則
- 8月4日：港督卜力於屏山與新界紳耆會面[5]
- 10月11日：反清組織興漢會在香港成立，推孫中山為總會長[6]
- 11月19日：謝纘泰、洪全福在香港謀劃反清起義[7]
- 12月18日：潔淨局舉行選舉
- 12月27日：英國頒佈《九龍城樞密院令》，九龍城成為香港殖民地的一部份。[8]
- 本年：
  - 全年死於疫症者達1,486人。[9]
  - 共有警察827名，其中歐警129人、印警350人、華警348人。[9]
  - 學校共102間，其中官立13間、補助學校89間、學生總人數為4,833人。[9]
  - 政府財政收入為361萬，支出319萬。[9]
  - 總人口為259,312人，外國人佔15,822名。[9]

## 逝世
- 湛約翰牧師在韓國逝世